# 植村卍
植村 卍（うえむら まんじ、1942年 - ）は、日本のユダヤ思想研究者。
専門は西洋現代哲学・倫理学、ユダヤ思想。

## 来歴
大阪市生まれ。1967年関西大学文学部哲学科卒業。1972年同大学院文学研究科哲学専攻博士課程所定単位取得後退学。
1993年から1994年にかけてイスラエルへ留学。
2002年「ブーバー「対話」思想の研究 二元論と言語哲学を中心として」で関西大学文学博士。
1990年神戸学院大学人文学部教授。2013年定年退任。

## 著書
- 『ブーバー「対話」思想の研究 二元論と言語哲学を中心として』（人文書院） 2001
- 『卍・ミギマンジの博物誌 第1部 日本編』（晃洋書房） 2008
- 『卍・ミギマンジの博物誌 第2部 海外編』（晃洋書房） 2010

### 共著
- 『文明と思想 哲学と科学のあいだ』（渡辺幸博共著、世界思想社） 1982
- 『ユダヤ教思想における悪 なぜ,いま「悪」なのか』（編著、小岸昭, 池田潤, 赤井敏夫共著、晃洋書房） 2004

## 翻訳
- 『ブーバーにおける人間の研究 とくに「それの世界」を媒介として』（ツォルタン・バロー、野口恒樹共訳、北樹出版） 1983
- 『ユダヤ教思想における善と悪』（シャローム・ローゼンベルク、監訳、山田皓一訳、晃洋書房） 2003